# 居姓
居姓是中文姓氏之一，在《百家姓》中排第346位。目前总体人数约在5000以下，主要生活在沿海城市。

## 起源
居姓：[字源]《说文》：“居，蹲也。从尸，古声。𧿃（一个古字，“尸”下面一个“足”字），俗居从足。”段玉裁注：“居，蹲也。”按，居字本义当作蹲。
[寻根]《通志·氏族略四》云：“居氏，晋大夫先且居之后，以至父字为氏，汉有来城侯居般。今钱塘多此姓，望出渤海、信都。”《姓氏寻源》卷六“[姓谱]云：晋大夫先且居之后，以王父字为氏。澍按：先且居为蒲城伯，后受霍，为霍伯，非字也。今江南高邮、句容多居姓。”今按，居氏姓源于杜氏。据陈瑞松《百家姓溯源》云，周大夫杜伯之子隰叔于晋，受封于先邑，其后有先姓。晋文公时，其裔孙先轸为中军元帅，败秦军于崤山，后其子先且居继掌军权，再败秦军于彭衙，子孙后代以王父子命为居氏。
[郡望人物]居氏望出渤海郡，即今河北省沧县。汉有湘城侯居翁，元有平定州同知居理贞，明有书画家居节，清有画家居廉。

## 延伸阅读
[在维基数据编辑]
 《百家姓》
 《欽定古今圖書集成·明倫彙編·氏族典·居姓部》，出自陈梦雷《古今圖書集成》